# San Marino régenskapitányainak listája 1901–2000

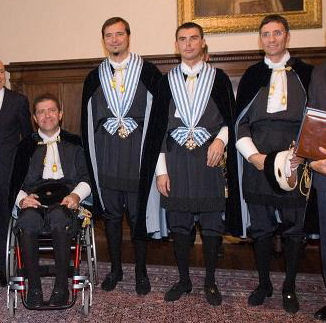
Korábbi régenskapitányok

A régenskapitányok (Capitani Reggenti) San Marino elöljárói, akiket hathavonként választ meg az Általános Nagytanács (Grand and General Council). A páros ezután állam- és kormányfőként is szolgál. A régenseket általában szemben álló pártok soraiból választják. Hat hónapig szolgálnak, beiktatásukra minden év április 1-jén és október 1-jén kerül sor.
A kétszemélyes kormányfő intézménye közvetlenül visszavezethető az Római Köztársaság gyakorlatához, amely az Ókori Róma konzuli rendszerét vette át.
| Év   | Szemeszter | Régenskapitány                                                                                   | Régenskapitány                                                                                   |
| ---- | ---------- | ------------------------------------------------------------------------------------------------ | ------------------------------------------------------------------------------------------------ |
| 1901 | április    | Luigi Tonnini                                                                                    | Marino Nicolini                                                                                  |
| 1901 | október    | Antonio Belluzzi                                                                                 | Pasquale Busignani                                                                               |
| 1902 | április    | Onofrio Fattori                                                                                  | Egidio Ceccoli                                                                                   |
| 1902 | október    | Gemino Gozi                                                                                      | Giacomo Marcucci                                                                                 |
| 1903 | április    | Federico Gozi                                                                                    | Nullo Balducci                                                                                   |
| 1903 | október    | Marino Borbiconi                                                                                 | Francesco Marcucci                                                                               |
| 1904 | április    | Menetto Bonelli                                                                                  | Vincenzo Mularoni                                                                                |
| 1904 | október    | Luigi Tonnini                                                                                    | Gustavo Babboni                                                                                  |
| 1905 | április    | Antonio Belluzzi                                                                                 | Pasquale Busignani                                                                               |
| 1905 | október    | Onofrio Fattori                                                                                  | Piermatteo Carattoni                                                                             |
| 1906 | április    | Giovanni Belluzzi                                                                                | Pietro Francini                                                                                  |
| 1906 | október    | Alfredo Reffi                                                                                    | Giovanni Arzilli                                                                                 |
| 1907 | április    | Ciro Belluzzi                                                                                    | Francesco Pasquali                                                                               |
| 1907 | október    | Giuseppe Angeli                                                                                  | Francesco Valli                                                                                  |
| 1908 | április    | Menetto Bonelli                                                                                  | Gustavo Babboni                                                                                  |
| 1908 | október    | Olinto Amati                                                                                     | Raffaele Michetti                                                                                |
| 1909 | április    | Luigi Tonnini                                                                                    | Domenico Suzzi Valli                                                                             |
| 1909 | október    | Marino Borbiconi                                                                                 | Giacomo Marcucci                                                                                 |
| 1910 | április    | Alfredo Reffi                                                                                    | Giovanni Arzilli                                                                                 |
| 1910 | október    | Giovanni Belluzzi                                                                                | Luigi Lonfernini                                                                                 |
| 1911 | április    | Moro Morri                                                                                       | Cesare Stacchini                                                                                 |
| 1911 | október    | Onofrio Fattori                                                                                  | Angelo Manzoni Borghesi                                                                          |
| 1912 | április    | Gustavo Babboni                                                                                  | Francesco Pasquali                                                                               |
| 1912 | október    | Menetto Bonelli                                                                                  | Vincenzo Marcucci                                                                                |
| 1913 | április    | Giuseppe Angeli                                                                                  | Ignazio Grazia                                                                                   |
| 1913 | október    | Cirro Belluzzi                                                                                   | Domenico Suzzi Valli                                                                             |
| 1914 | április    | Domenico Fattori                                                                                 | Ferruccio Martelli                                                                               |
| 1914 | október    | Olinto Amati                                                                                     | Cesare Stacchini                                                                                 |
| 1915 | április    | Moro Morri                                                                                       | Antonio Burgagni                                                                                 |
| 1915 | október    | Alfredo Reffi                                                                                    | Luigi Lonfernini                                                                                 |
| 1916 | április    | Onofrio Fattori                                                                                  | Ciro Francini                                                                                    |
| 1916 | október    | Gustavo Babboni                                                                                  | Giovanni Arzilli                                                                                 |
| 1917 | április    | Egisto Morri                                                                                     | Vincenzo Marcucci                                                                                |
| 1917 | október    | Angelo Manzoni Borghesi                                                                          | Giuseppe Balducci                                                                                |
| 1918 | április    | Ferruccio Martelli                                                                               | Ermenegildo Mularoni                                                                             |
| 1918 | október    | Protogene Belloni                                                                                | Francesco Morri                                                                                  |
| 1919 | április    | Domenico Vicini                                                                                  | Pietro Suzzi Valli                                                                               |
| 1919 | október    | Moro Morri                                                                                       | Francesco Pasquali                                                                               |
| 1920 | április    | Marino Rossi                                                                                     | Ciro Francini                                                                                    |
| 1920 | Dec. 5     | Carlo Balsimelli                                                                                 | Simone Michelotti                                                                                |
| 1921 | április    | Marino Della Balda                                                                               | Vincenzo Francini                                                                                |
| 1921 | október    | Egisto Morri                                                                                     | Giuseppe Lanci                                                                                   |
| 1922 | április    | Eugenio Reffi                                                                                    | Giovanni Arzilli                                                                                 |
| 1922 | október    | Onofrio Fattori                                                                                  | Giuseppe Balducci                                                                                |
| 1923 | április    | Giuliano Gozi                                                                                    | Filippo Mularoni                                                                                 |
| 1923 | október    | Marino Borbiconi                                                                                 | Mario Michetti                                                                                   |
| 1924 | április    | Angelo Manzoni Borghesi                                                                          | Francesco Mularoni                                                                               |
| 1924 | október    | Francesco Morri                                                                                  | Girolamo Gozi                                                                                    |
| 1925 | április    | Marino Fattori                                                                                   | Augusto Mularoni                                                                                 |
| 1925 | október    | Valerio Pasquali                                                                                 | Marco Marcucci                                                                                   |
| 1926 | április    | Manlio Gozi                                                                                      | Giuseppe Mularoni                                                                                |
| 1926 | október    | Giuliano Gozi                                                                                    | Ruggero Morri                                                                                    |
| 1927 | április    | Gino Gozi                                                                                        | Marino Morri                                                                                     |
| 1927 | október    | Marino Rossi                                                                                     | Nelson Burgagni                                                                                  |
| 1928 | április    | Domenico Suzzi Valli                                                                             | Francesco Pasquali                                                                               |
| 1928 | október    | Francesco Morri                                                                                  | Melchiorre Filippi                                                                               |
| 1929 | április    | Girolamo Gozi                                                                                    | Filippo Mularoni                                                                                 |
| 1929 | október    | Ezio Balducci                                                                                    | Aldo Busignani                                                                                   |
| 1930 | április    | Manlio Gozi                                                                                      | Marino Lonfernini (szeptember 10-én meghalt, szeptember 16-tól Turiddu Foschi)                   |
| 1930 | október    | Valerio Pasquali                                                                                 | Gino Ceccoli                                                                                     |
| 1931 | április    | Angelo Manzoni Borghesi                                                                          | Francesco Mularoni                                                                               |
| 1931 | október    | Domenico Suzzi Valli                                                                             | Marino Morri                                                                                     |
| 1932 | április    | Giuliano Gozi                                                                                    | Pompeo Righi                                                                                     |
| 1932 | október    | Gino Gozi                                                                                        | Ruggero Morri                                                                                    |
| 1933 | április    | Francesco Morri                                                                                  | Settimio Belluzzi                                                                                |
| 1933 | október    | Carlo Balsimelli                                                                                 | Melchiorre Filippi                                                                               |
| 1934 | április    | Marino Rossi                                                                                     | Giovanni Lonfernini                                                                              |
| 1934 | október    | Angelo Manzoni Borghesi                                                                          | Marino Michelotti                                                                                |
| 1935 | április    | Federico Gozi                                                                                    | Salvatore Foschi                                                                                 |
| 1935 | október    | Pompeo Righi                                                                                     | Marino Morri                                                                                     |
| 1936 | április    | Gino Gozi                                                                                        | Ruggero Morri                                                                                    |
| 1936 | október    | Francesco Morri                                                                                  | Gino Ceccoli                                                                                     |
| 1937 | április    | Giuliano Gozi                                                                                    | Settimio Belluzzi                                                                                |
| 1937 | október    | Marino Rossi                                                                                     | Giovanni Lonfernini                                                                              |
| 1938 | április    | Manlio Gozi                                                                                      | Luigi Mularoni                                                                                   |
| 1938 | október    | Carlo Balsimelli                                                                                 | Celio Gozi                                                                                       |
| 1939 | április    | Pompeo Righi                                                                                     | Marino Morri                                                                                     |
| 1939 | október    | Marino Michelotti                                                                                | Orlando Reffi                                                                                    |
| 1940 | április    | Angelo Manzoni Borghesi                                                                          | Filippo Mularoni                                                                                 |
| 1940 | október    | Federico Gozi                                                                                    | Salvatore Foschi                                                                                 |
| 1941 | április    | Gino Gozi                                                                                        | Secondo Menicucci                                                                                |
| 1941 | október    | Giuliano Gozi                                                                                    | Giovanni Lonfernini                                                                              |
| 1942 | április    | Settimio Belluzzi                                                                                | Celio Gozi                                                                                       |
| 1942 | október    | Carlo Balsimelli                                                                                 | Renato Martelli                                                                                  |
| 1943 | április    | Marino Michelotti                                                                                | Bartolomeo Manzoni Borghesi                                                                      |
| 1943 | október    | Marino Della Balda                                                                               | Sante Lonfernini                                                                                 |
| 1944 | április    | Francesco Balsimelli                                                                             | Sanzio Valentini                                                                                 |
| 1944 | október    | Teodoro Lonfernini                                                                               | Leonida Suzzi Valli                                                                              |
| 1945 | április    | Alvaro Casali                                                                                    | Vittorio Valentini                                                                               |
| 1945 | október    | Ferruccio Martelli                                                                               | Secondo Fiorini                                                                                  |
| 1946 | április    | Giuseppe Forcellini                                                                              | Vincenzo Pedini                                                                                  |
| 1946 | október    | Filippo Martelli                                                                                 | Luigi Montironi                                                                                  |
| 1947 | április    | Marino Della Balda                                                                               | Luigi Zafferani                                                                                  |
| 1947 | október    | Domenico Forcellini                                                                              | Mariano Ceccoli                                                                                  |
| 1948 | április    | Arnaldo Para                                                                                     | Giuseppe Renzi                                                                                   |
| 1948 | október    | Giordano Giacomini                                                                               | Domenico Tomassoni                                                                               |
| 1949 | április    | Ferruccio Martelli                                                                               | Primo Bugli                                                                                      |
| 1949 | október    | Vincenzo Pedini                                                                                  | Agostino Biordi                                                                                  |
| 1950 | április    | Giuseppe Forcellini                                                                              | Primo Taddei                                                                                     |
| 1950 | október    | Marino Della Balda                                                                               | Luigi Montironi                                                                                  |
| 1951 | április    | Alvaro Casali                                                                                    | Romolo Giacomini                                                                                 |
| 1951 | október    | Domenico Forcellini                                                                              | Giovanni Terenzi                                                                                 |
| 1952 | április    | Domenico Morganti                                                                                | Mariano Ceccoli                                                                                  |
| 1952 | október    | Arnaldo Para                                                                                     | Eugenio Bernardini                                                                               |
| 1953 | április    | Vincenzo Pedini                                                                                  | Alberto Reffi                                                                                    |
| 1953 | október    | Giordano Giacomini                                                                               | Giuseppe Renzi                                                                                   |
| 1954 | április    | Giuseppe Forcellini                                                                              | Secondo Fiorini                                                                                  |
| 1954 | október    | Agostino Giacomini                                                                               | Luigi Montironi                                                                                  |
| 1955 | április    | Domenico Forcellini                                                                              | Vittorio Meloni                                                                                  |
| 1955 | október    | Primo Bugli                                                                                      | Giuseppe Maiani                                                                                  |
| 1956 | április    | Mario Nanni                                                                                      | Enrico Andreoli                                                                                  |
| 1956 | október    | Mariano Ceccoli                                                                                  | Eugenio Bernardini                                                                               |
| 1957 | április    | Giordano Giacomini                                                                               | Primo Marani                                                                                     |
| 1957 | okt. 10    | Ideiglenes kormány: Federico Bigi, Alvaro Casali, Pietro Giancecchi, Zaccaria Giovanni Savoretti | Ideiglenes kormány: Federico Bigi, Alvaro Casali, Pietro Giancecchi, Zaccaria Giovanni Savoretti |
| 1957 | okt. 27    | Marino Valdes Franciosi                                                                          | Federico Micheloni                                                                               |
| 1958 | április    | Zaccaria Giovanni Savoretti                                                                      | Stelio Montironi                                                                                 |
| 1958 | október    | Domenico Forcellini                                                                              | Pietro Reffi                                                                                     |
| 1959 | április    | Marino Benedetto Belluzzi                                                                        | Agostino Biordi                                                                                  |
| 1959 | október    | Giuseppe Forcellini                                                                              | Ferruccio Piva                                                                                   |
| 1960 | április    | Alvaro Casali                                                                                    | Gino Vannucci                                                                                    |
| 1960 | október    | Eugenio Reffi                                                                                    | Pietro Giancecchi                                                                                |
| 1961 | április    | Federico Micheloni                                                                               | Giancarlo Ghironzi                                                                               |
| 1961 | október    | Giovanni Vito Marcucci                                                                           | Pio Galassi                                                                                      |
| 1962 | április    | Domenico Forcellini                                                                              | Francesco Valli                                                                                  |
| 1962 | október    | Antonio Maria Morganti                                                                           | Agostino Biordi                                                                                  |
| 1963 | április    | Leonida Suzzi Valli                                                                              | Stelio Montironi                                                                                 |
| 1963 | október    | Giovan Luigi Franciosi                                                                           | Domenico Bollini                                                                                 |
| 1964 | április    | Marino Benedetto Belluzzi                                                                        | Eusebio Reffi                                                                                    |
| 1964 | október    | Giuseppe Micheloni                                                                               | Pier Marino Mularoni                                                                             |
| 1965 | április    | Ferruccio Piva                                                                                   | Federico Carattoni                                                                               |
| 1965 | október    | Alvaro Casali                                                                                    | Pietro Reffi                                                                                     |
| 1966 | április    | Francesco Valli                                                                                  | Emilio Della Balda                                                                               |
| 1966 | október    | Giovanni Vito Marcucci                                                                           | Francesco Maria Francini                                                                         |
| 1967 | április    | Vittorio Rossini                                                                                 | Alberto Lonfernini                                                                               |
| 1967 | október    | Domenico Forcellini                                                                              | Romano Michelotti                                                                                |
| 1968 | április    | Marino Benedetto Belluzzi                                                                        | Dante Rossi                                                                                      |
| 1968 | október    | Pietro Giancecchi                                                                                | Aldo Zavoli                                                                                      |
| 1969 | április    | Ferruccio Piva                                                                                   | Stelio Montironi                                                                                 |
| 1969 | október    | Alvaro Casali                                                                                    | Giancarlo Ghironzi                                                                               |
| 1970 | április    | Francesco Valli                                                                                  | Eusebio Reffi                                                                                    |
| 1970 | október    | Simone Rossini                                                                                   | Giuseppe Lonfernini                                                                              |
| 1971 | április    | Luigi Lonfernini                                                                                 | Attilio Montanari                                                                                |
| 1971 | október    | Federico Carattoni                                                                               | Marino Vagnetti                                                                                  |
| 1972 | április    | Marino Benedetto Belluzzi                                                                        | Giuseppe Micheloni                                                                               |
| 1972 | október    | Rosolino Martelli                                                                                | Bruno Casali                                                                                     |
| 1973 | április    | Francesco Maria Francini                                                                         | Primo Bugli                                                                                      |
| 1973 | október    | Antonio Lazzaro Volpinari                                                                        | Giovan Luigi Franciosi                                                                           |
| 1974 | április    | Ferruccio Piva                                                                                   | Giordano Bruno Reffi                                                                             |
| 1974 | október    | Francesco Valli                                                                                  | Enrico Andreoli                                                                                  |
| 1975 | április    | Alberto Cecchetti                                                                                | Michele Righi                                                                                    |
| 1975 | október    | Giovanni Vito Marcucci                                                                           | Giuseppe Della Balda                                                                             |
| 1976 | április    | Clelio Galassi                                                                                   | Marino Venturini                                                                                 |
| 1976 | október    | Primo Bugli                                                                                      | Virgilio Cardelli                                                                                |
| 1977 | április    | Alberto Lonfernini                                                                               | Antonio Lazzaro Volpinari                                                                        |
| 1977 | október    | Giordano Bruno Reffi                                                                             | Tito Masi                                                                                        |
| 1978 | április    | Francesco Valli                                                                                  | Enrico Andreoli                                                                                  |
| 1978 | október    | Ermenegildo Gasperoni                                                                            | Adriano Reffi                                                                                    |
| 1979 | április    | Marino Bollini                                                                                   | Lino Celli                                                                                       |
| 1979 | október    | Giuseppe Amici                                                                                   | Germano De Biagi                                                                                 |
| 1980 | április    | Pietro Chiaruzzi                                                                                 | Primo Marani                                                                                     |
| 1980 | október    | Giancarlo Berardi                                                                                | Rossano Zafferani                                                                                |
| 1981 | április    | Gastone Pasolini                                                                                 | Maria Lea Pedini-Angelini                                                                        |
| 1981 | október    | Mario Rossi                                                                                      | Ubaldo Biordi                                                                                    |
| 1982 | április    | Giuseppe Maiani                                                                                  | Marino Venturini                                                                                 |
| 1982 | október    | Libero Barulli                                                                                   | Maurizio Gobbi                                                                                   |
| 1983 | április    | Adriano Reffi                                                                                    | Massimo Roberto Rossini                                                                          |
| 1983 | október    | Renzo Renzi                                                                                      | Germano De Biagi                                                                                 |
| 1984 | április    | Gloriana Ranocchini                                                                              | Giorgio Crescentini                                                                              |
| 1984 | október    | Marino Bollini                                                                                   | Giuseppe Amici                                                                                   |
| 1985 | április    | Enzo Colombini                                                                                   | Severiano Tura                                                                                   |
| 1985 | október    | Pier Paolo Gasperoni                                                                             | Ubaldo Biordi                                                                                    |
| 1986 | április    | Marino Venturini                                                                                 | Ariosto Maiani                                                                                   |
| 1986 | október    | Giuseppe Arzilli                                                                                 | Maurizio Tomassoni                                                                               |
| 1987 | április    | Renzo Renzi                                                                                      | Carlo Franciosi                                                                                  |
| 1987 | október    | Rossano Zafferani                                                                                | Gian Franco Terenzi                                                                              |
| 1988 | április    | Umberto Barulli                                                                                  | Rosolino Martelli                                                                                |
| 1988 | október    | Luciano Cardelli                                                                                 | Reves Salvatori                                                                                  |
| 1989 | április    | Mauro Fiorini                                                                                    | Marino Vagnetti                                                                                  |
| 1989 | október    | Gloriana Ranocchini                                                                              | Leo Achilli                                                                                      |
| 1990 | április    | Adalmiro Bartolini                                                                               | Ottaviano Rossi                                                                                  |
| 1990 | október    | Cesare Antonio Gasperoni                                                                         | Roberto Bucci                                                                                    |
| 1991 | április    | Domenico Bernardini                                                                              | Claudio Podeschi                                                                                 |
| 1991 | október    | Edda Ceccoli                                                                                     | Marino Riccardi                                                                                  |
| 1992 | április    | Germano De Biagi                                                                                 | Ernesto Benedettini                                                                              |
| 1992 | október    | Romeo Morri                                                                                      | Marino Zanotti                                                                                   |
| 1993 | április    | Patrizia Busignani                                                                               | Salvatore Tonelli                                                                                |
| 1993 | október    | Gian Luigi Berti                                                                                 | Paride Andreoli                                                                                  |
| 1994 | április    | Alberto Cecchetti                                                                                | Fausto Mularoni                                                                                  |
| 1994 | október    | Renzo Ghiotti                                                                                    | Luciano Ciavatta                                                                                 |
| 1995 | április    | Marino Bollini                                                                                   | Settimio Lonfernini                                                                              |
| 1995 | október    | Pier Natalino Mularoni                                                                           | Marino Venturini                                                                                 |
| 1996 | április    | Pier Paolo Gasperoni                                                                             | Pietro Bugli                                                                                     |
| 1996 | október    | Maurizio Rattini                                                                                 | Giancarlo Venturini                                                                              |
| 1997 | április    | Paride Andreoli                                                                                  | Pier Marino Mularoni                                                                             |
| 1997 | október    | Luigi Mazza                                                                                      | Marino Zanotti                                                                                   |
| 1998 | április    | Alberto Cecchetti                                                                                | Loris Francini                                                                                   |
| 1998 | október    | Pietro Berti                                                                                     | Paolo Bollini                                                                                    |
| 1999 | április    | Antonello Bacciocchi                                                                             | Rosa Zafferani                                                                                   |
| 1999 | október    | Marino Bollini                                                                                   | Giuseppe Arzilli                                                                                 |
| 2000 | április    | Maria Domenica Michelotti                                                                        | Gian Marco Marcucci                                                                              |
| 2000 | október    | Gian Franco Terenzi                                                                              | Enzo Colombini                                                                                   |

## További cikkek
- San Marino
- San Marino régenskapitányainak listája 2001–2100
- San Marino régenskapitányainak listája 1701–1900
- San Marino régenskapitányainak listája 1501–1700
- San Marino régenskapitányainak listája 1243–1500